# Marco Lucchetti
Marco Lucchetti (Roma, 30 gennaio 1959) è uno scrittore italiano.

## Biografia
Consegue la Maturità Classica presso l’Istituto Massimiliano Massimo di Roma e la laurea in Giurisprudenza, con specializzazione in Politica Economica, presso l’Università degli Studi La Sapienza di Roma.
Durante gli studi, e in concomitanza con il servizio svolto come ufficiale dell’esercito, si dedica allo studio e alla divulgazione della storia militare e all’archeologia ricostruttiva realizzando figurini storici. 
Nel corso degli anni si specializza nella conoscenza delle armi e delle uniformi di tutto il mondo e di tutte le epoche, fornendo consulenze storico-uniformologiche per scrittori e disegnatori di fumetti.
Tale esperienza lo porta a diventare scultore e pittore di soldatini e nel 1990 a fondare la Soldiers di Marco Lucchetti, ditta specializzata nella produzione di figurini storici.

## Opere
- L’esercito romano da Romolo a re Artù, Vol.1: da Romolo all’avvento di Ottaviano, VIII sec. fine I sec. A.C., Soldiershop Publishing, Zanica 2011, ISBN 978-88-96519-44-8.
- L’esercito romano da Romolo a re Artù, Vol.2: da Augusto a Caracalla, 30 a.C., 217 d.C., Soldiershop Publishing, Zanica 2011, ISBN 978-88-96519-47-9.
- L’esercito romano da Romolo a re Artù, Vol.3: da Caracalla a re Artù, inizio III, fine VI sec. d.C., Soldiershop Publishing, Zanica 2012, ISBN 978-88-96519-51-6
- Storie su Mussolini che non ti hanno mai raccontato, Newton Compton Editori, Roma 2012, ISBN 978-88-227-3046-6.
- La battaglia dei tre imperatori, Newton Compton Editori, Roma 2012, ISBN 978-88-541-3636-6.
- I segreti e le curiosità sulla storia, Newton Compton Editori, Roma 2014, ISBN 978-88-227-2597-4 (1° edizione 1001 curiosità sulla storia che non ti hanno ancora raccontato, ISBN 978-88-541-7155-8.
- Le armi che hanno cambiato la storia, Newton Compton Editori, Roma 2015, ISBN 978-88-227-3042-8.
- I generali di Hitler, Newton Compton Editori, Roma 2017, ISBN 978-88-227-0117-6.
- Le armi che hanno cambiato la storia di Roma antica, Newton Compton Editori, Roma 2018, ISBN 978-88-227-1369-8.
- Le armi che hanno cambiato la seconda guerra mondiale, Newton Compton Editori, Roma 2019, ISBN 978-88-227-2130-3
- Il grande libro dei quiz sulla Storia, Newton Compton Editori, Roma 2020, ISBN 978-88-227-4869-0.
- I grandi eroi tra storia e leggenda, Newton Compton Editori, Roma 2021, ISBN 978-88-227-5444-8.
- Le guerre nel deserto, Newton Compton Editori, Roma 2023, ISBN 978-88-227-7416-3.
- Storie sul fascismo che non ti hanno mai raccontato, Newton Compton Editori, Roma 2023, ISBN 978-88-227-7794-2.
- Storia segreta del Mossad, Newton Compton Editori, Roma 2024, ISBN 978-88-227-8486-5.

## Riconoscimenti
- 2024 Premio William Shakespeare[2]
- 2024 Premio Città Eterna[3]
- 2024 “Soldatino dell’anno 2004” per “Capo vichingo, IX secolo d.C.”, Spielwarrenmesse di Norimberga, Rivista Model Kit.
- 2017 Medaglia d’oro al Chicago Model Expo 2017 nel settore “Miniature storiche Open Class (soggetti unici auto costruiti)”.
- 2003 “Soldatino dell’anno 2003” per “Guardia pretoriana a cavallo, guerre daciche, 105-106 d.C.”; Spielwarrenmesse di Norimberga, Rivista Model Kit
- 2002 “Soldatino dell’anno 2002” per “Legionario romano, guerre daciche, 90-110 d.C.”, Spielwarrenmesse (Salone del giocattolo) di Norimberga, Rivista ModelFan